# طوفان حاره‌ای ادوارد (۲۰۰۲)
طوفان حاره‌ای ادوارد اولین طوفان از هشت طوفان حاره‌ای به نام در ماه سپتامبر سال ۲۰۰۲ بود؛ که چنین طوفانی در اقیانوس اطلس شمالی برای هر ماه در زمان است.
طوفان حاره‌ای پنجم از سال ۲۰۰۲ فصل توفند اقیانوس اطلس است. طوفان اقیانوس اطلس ادوارد از تاریخ ۱ سپتامبر به یک طوفان حاره‌ای از یک منطقه همرفت در ارتباط با یک جبهه سرد شرق فلوریدا توسعه یافته است. تحت فرمان جریان ضعیف، طوفان ادوارد زیر فشار در شمال و در غرب یک حلقه در جهت عقربه‌های ساعت اجرا کرد.
با وجود سطوح متوسط به قوی از برش باد، در تاریخ ۳ سپتامبر شدت طوفان به اوج خود به ۶۵ مایل در ساعت (۱۰۰ کیلومتر بر ساعت) رسید. در تاریخ ۵ ماه سپتامبر، طوفان ادوارد در شمال شرقی ایالت فلوریدا ریزش زمین ساخت، پس از عبور آن از دولت در تاریخ ۶ ماه سپتامبر به گردش بزرگتر از طوفان گرمسیری پری جذب شد.
طوفان حاره‌ای ادوارد در سراسر فلوریدا، در بخش غربی دولت، بیش از ۷ اینچ(۱۷۵ میلیمتر) به بارش متوسط کاهش یافته است. هرچند ادوارد یک طوفان حاره‌ای در خشکی بود، سرعت باد آن در امتداد مسیر طوفان بیش از نور زمین بود.
در این طوفان بارش باران در چند جاده باعث آب‌گرفتگی شد؛ با این حال هیچ تلفات جانی نداشت و آسیب حداقل بود.